# 亀井町 (姫路市)
亀井町（かめいまち）は、兵庫県姫路市の町名。住居表示未実施。郵便番号は670-0925。

## 地理
姫路市の中心市街地・内町に位置する。

## 歴史
亀井町は、紺屋町の南にあり、以前は小手屋町と称した。

## 世帯数と人口
2021年（令和3年）12月31日現在の世帯数と人口は以下の通りである。
| 丁目   | 世帯数 | 人口 |
| ------ | ------ | ---- |
| 亀井町 | 46世帯 | 79人 |

### 世帯数と人口の遷移
『姫路市統計一斑 明治31-33年』（1902年印刷・発行）によれば、亀井町の戸数、人口（1898年）は121・379である。『姫路誌』（1912年印刷・発行）によれば、118・361である。

## 小・中学校の学区
市立小・中学校に通う場合、学区は以下の通りとなる。
| 番地 | 義務教育学校         |
| ---- | -------------------- |
| 全域 | 姫路市立白鷺小中学校 |

## 経済

### 産業
店・企業
- 友禅館きものあづまや姫路駅前店
- 大河歯科材料店
- 光明商店
- コヤマ洋服店 セルロ店
- ザ・ダイソー姫路2号店
- 坪田産業
- トミヤ帽子店
- Naski姫路店
- 播陽証券本店
- ボルカノ姫路みゆき通店
- メンズTBC姫路店
- 明治安田生命保険姫路支社、姫路中央営業所

金融機関
- 姫路信用金庫駅前支店

かつて亀井町に居住した商人など
- 米穀の飾磨、金物の春名、果物の加藤、自転車の由良、乾物砂糖の井上、土木建築請負の越田、弁護士の大森[9]、姫路米穀取引所仲買人の高岡などがいた[注 1]。

かつて存在した店・企業
- 春名金物店
- 高尾組合資会社、主な業務は土木建築請負。設立年月・1920年12月[11]。

## 施設
- 明治安田生命姫路ビル
- ウエダ歯科
- 藤原歯科クリニック
- 尾関耳鼻咽喉科医院
- にしあんクリニック内科外科
- 前田浩税理士事務所

## 出身・ゆかりのある人物
- 大森多美恵[12]
- 大森廣治（弁護士、政治家）[12] - 姫路市会議長。姫路倉庫監査役。